# Zur schmerzhaften Mutter (Hoetmar)

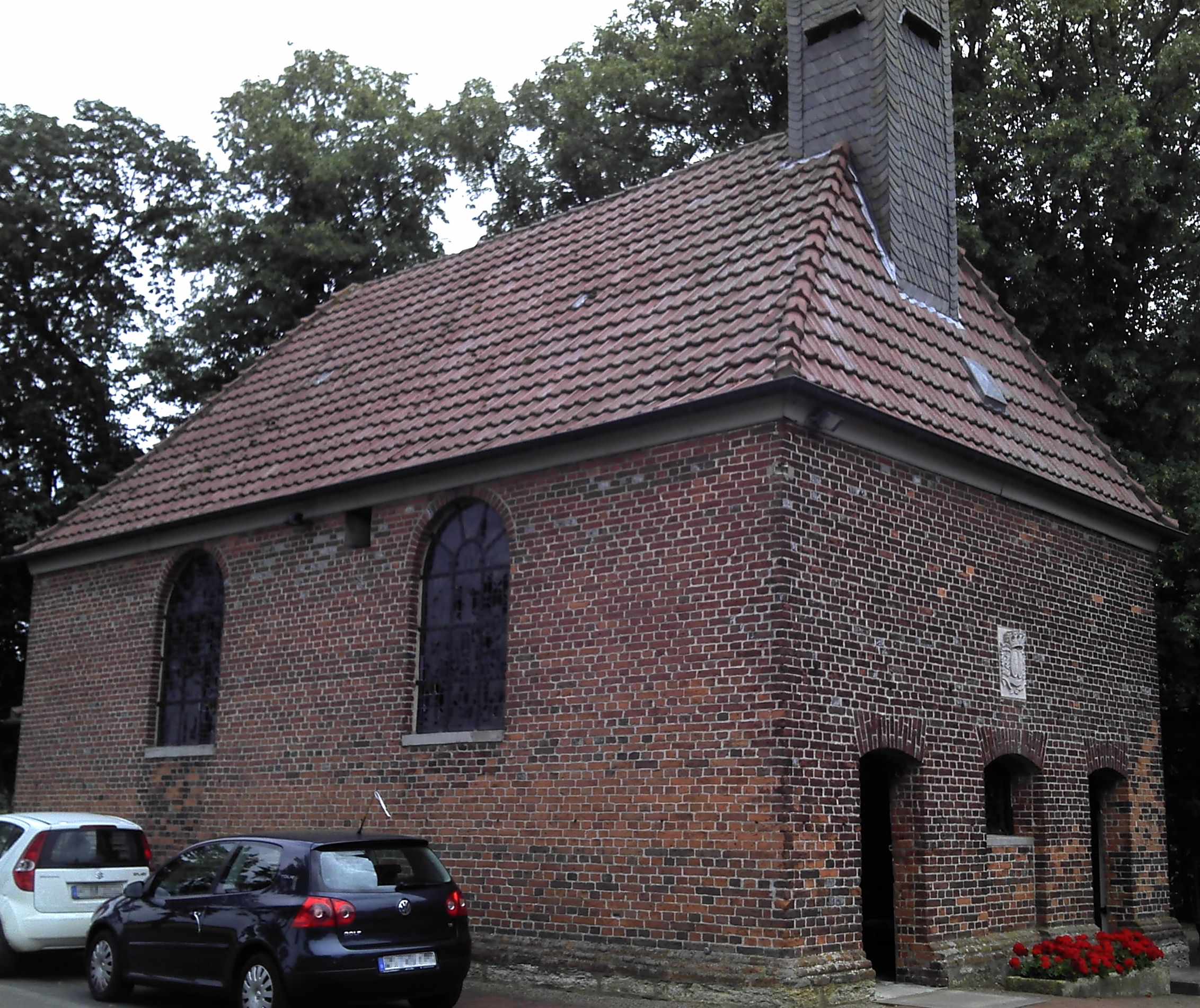
Außenansicht, August 2012

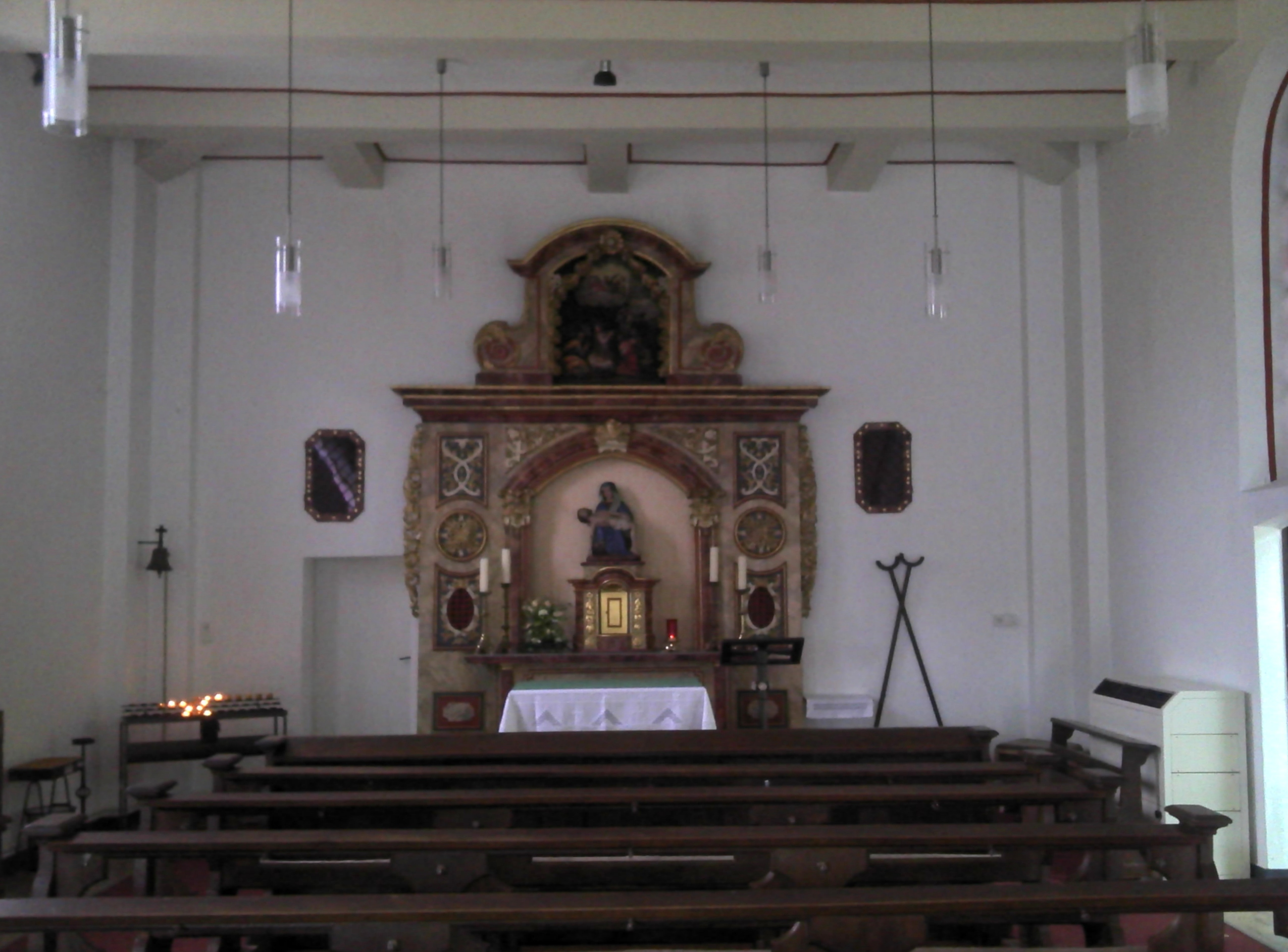
Innenansicht, August 2012

Die katholische Wallfahrtskapelle zur Schmerzhaften Mutter ist ein denkmalgeschütztes Kirchengebäude in der Bauerschaft Buddenbaum östlich von Hoetmar, einem Ortsteil von Warendorf im Kreis Warendorf (Nordrhein-Westfalen). Die Hauptwallfahrtswoche ist die Woche um das Fest Mariä Heimsuchung am 2. Juli.

## Geschichte und Architektur
Eine erste urkundliche Erwähnung einer Marienkapelle des Stiftes Freckenhorst an diesem Ort stammt von 1550.
Die Saalkirche mit rechteckigem Grundriss wurde 1735 in Backstein errichtet. Das Dach ist abgewalmt, östlich wurde eine Sakristei angebaut. Die Westseite ist mit einem Glockentürmchen geziert.

## Vesperbild
Der Altar gehört der Spätstufe des Barock-Regencestil an. Im Altaraufsatz aus der Erbauungszeit der Kirche befindet sich ein Vesperbild aus Stein von 1440, ein spätgotisches Muttergottesbild. Es wurde in einer westfälischen Bildhauerwerkstatt aus Baumberger Sandstein hergestellt. Die Pietà ist das Ziel von zahlreichen Pilgern. Die ursprüngliche Fassung wurde durch einen späteren Ölanstrich verdeckt.
Zahlreiche von Wallfahrern gestiftete Votivgaben und Schmuckstücke sollen die angeblich geschehenen Wunder belegen. Die älteste erhaltene Urkunde, die so ein Wunder bezeugt stammt von 1651.